# Scare Force One
Scare Force One' je album finske glasbene skupine Lordi. Izšel je leta 2014 pri založbi AFM Records.

## Seznam skladb
1. "SCG7: Arm Your Doors and Cross Check" - 1:35
2. "Scare Force One" - 4:58
3. "How to Slice a Whore" - 2:47
4. "Hell Sent In the Clowns" - 4:20
5. "House of Ghosts" - 4:12
6. "Monster Is My Name" - 3:34
7. "Cadaver Lover" - 3:51
8. "Amen's Lament to Ra II" - 1:10
9. "Nailed by the Hammer of Frankenstein" - 3:20
10. "The United Rocking Dead" - 5:46
11. "She's a Demon" - 5:37
12. "Hella's Kitchen" - 1:10
13. "Sir, Mr. Presideath, Sir! (+ETA)" - 5:44
14. "I'm So Excited" (Pointer Sisters cover) (Japanese bonus track) - 4:20